# Прушинский, Анджей
Анджей Прушинский (пол. Andrzej Pruszyński ; 24 ноября 1836, Варшава, Царство Польское, Российская империя — 7 марта 1895, там же) — польский скульптор.

## Биография
Сперва учился у Якуба Татаркевича. Продолжил учёбу в Варшавской Школе изящных искусств, затем, до 1867 года в Академии Святого Луки в Риме.

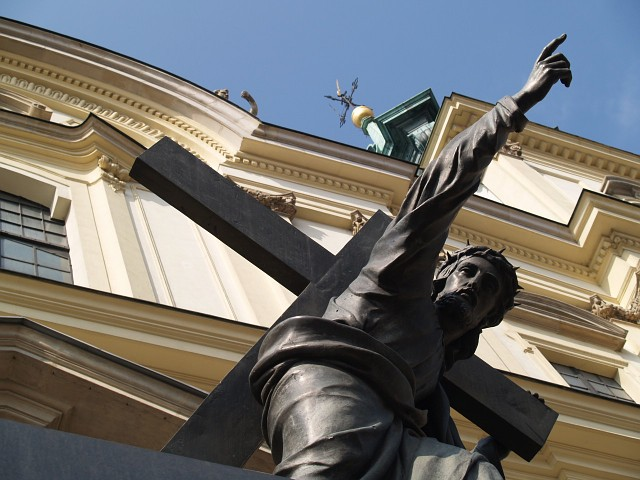
«Христос несущий крест» перед костёлом Святого Креста в Варшаве

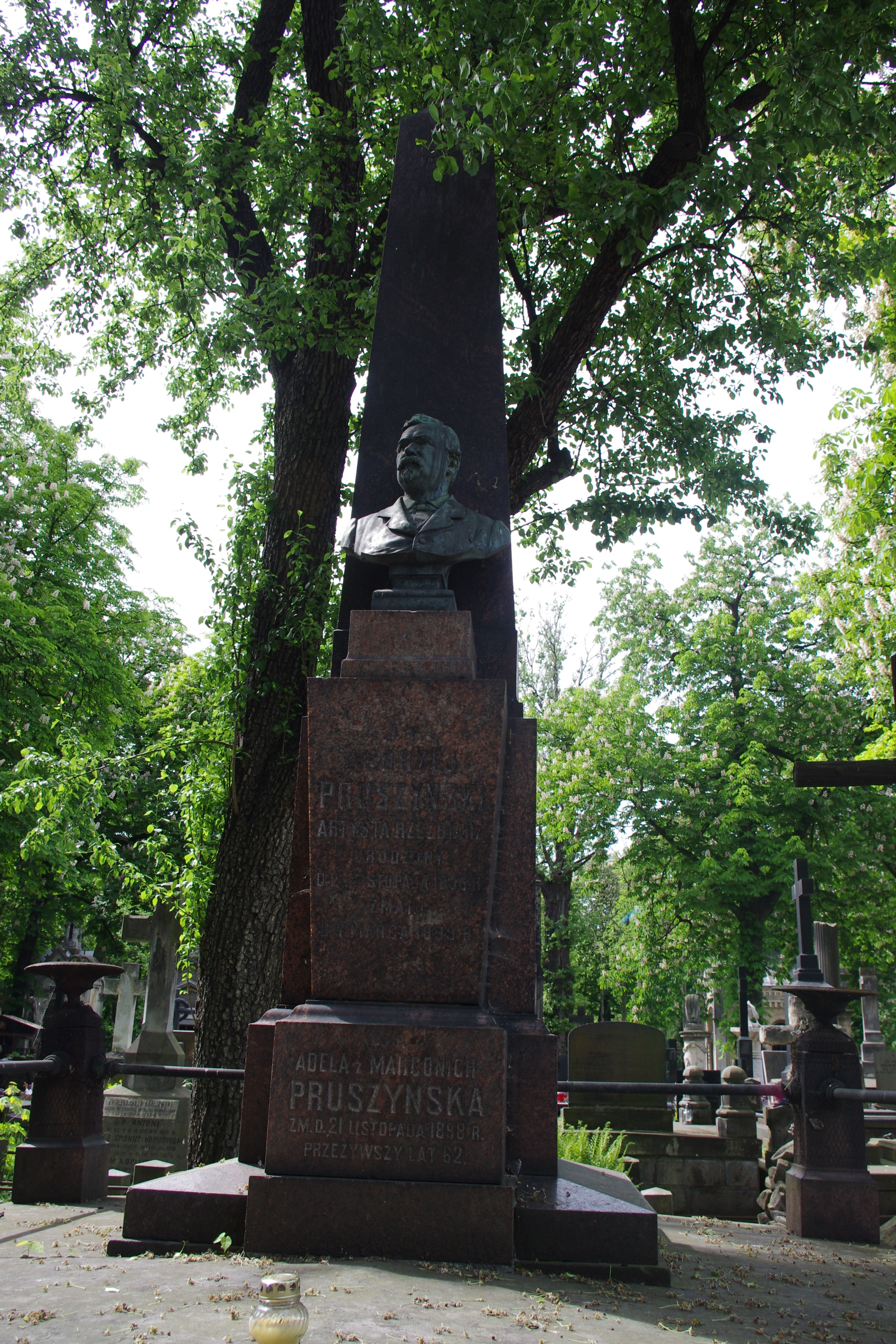
Могила скульптора Анджея Прушинского на Повонзком кладбище в Варшаве

В 1867—1875 годах руководил скульптурной студией вместе с Леонардом Маркони, был женат на его сестре Аделаиде.

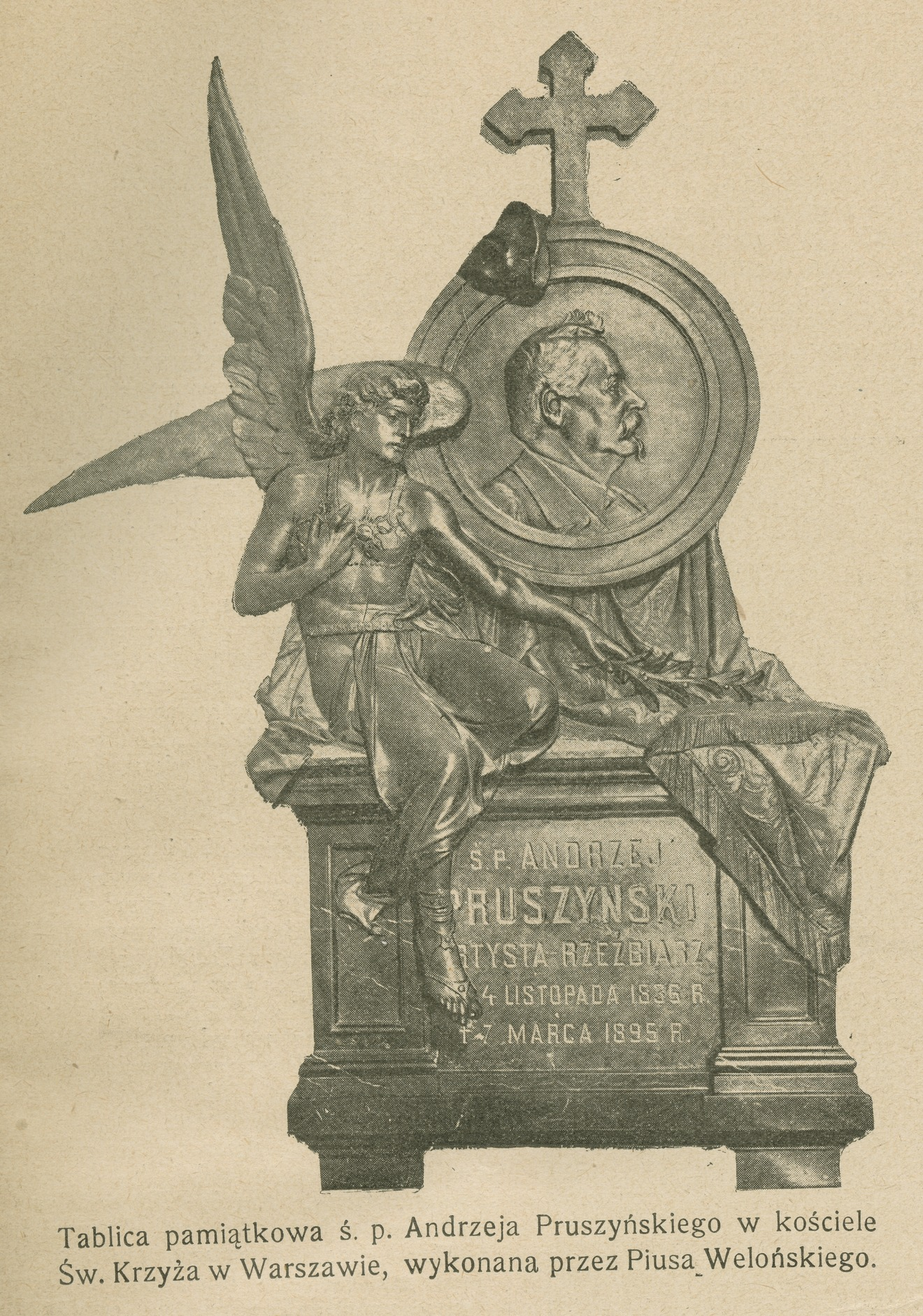
Мемориальная таблица А.Прушинского в костёле Святого Креста в Варшаве

Автор скульптурных украшений ряда церквей и дворцов Варшавы, в том числе дворца Вильгельма Эллиса Рау и дворца Богуславских. Одно из самых известных его произведений — «Христос, несущий крест» перед костёлом Святого Креста в Варшаве. Он также является автором бронзовой статуи Богоматери Милости перед церковью Св. Карла Борромео, многочисленных архитектурных, портретных и религиозных скульптур. Он также создал несколько надгробных памятников на столичном кладбище Повонзки, еврейском и лютеранском кладбищах.
Похоронен на кладбище Повонзки.